# Ma-eulgeumgo yeonsoeseupgyeoksageon
Ma-eulgeumgo yeonsoeseupgyeoksageon (마을금고 연쇄습격사건?), noto anche con il titolo internazionale Bank Attack, è un film del 2007 scritto e diretto da Park Sang-joon.

## Trama
Bae Ki-ro è un padre che non ha mai compiuto niente di illegale, ma che si ritrova a dover compiere una rapina per permettere alla figlia di nove anni, Yeon-hee, di effettuare una costosissima operazione, senza la quale sarebbe altrimenti morta. Ki-ro sceglie così una banca in uno sperduto paesino di campagna, ma nello stesso momento in cui entra per rapinarla arrivano anche dei veri rapinatori.